# Teorías de la conspiración masónica en la revolución francesa

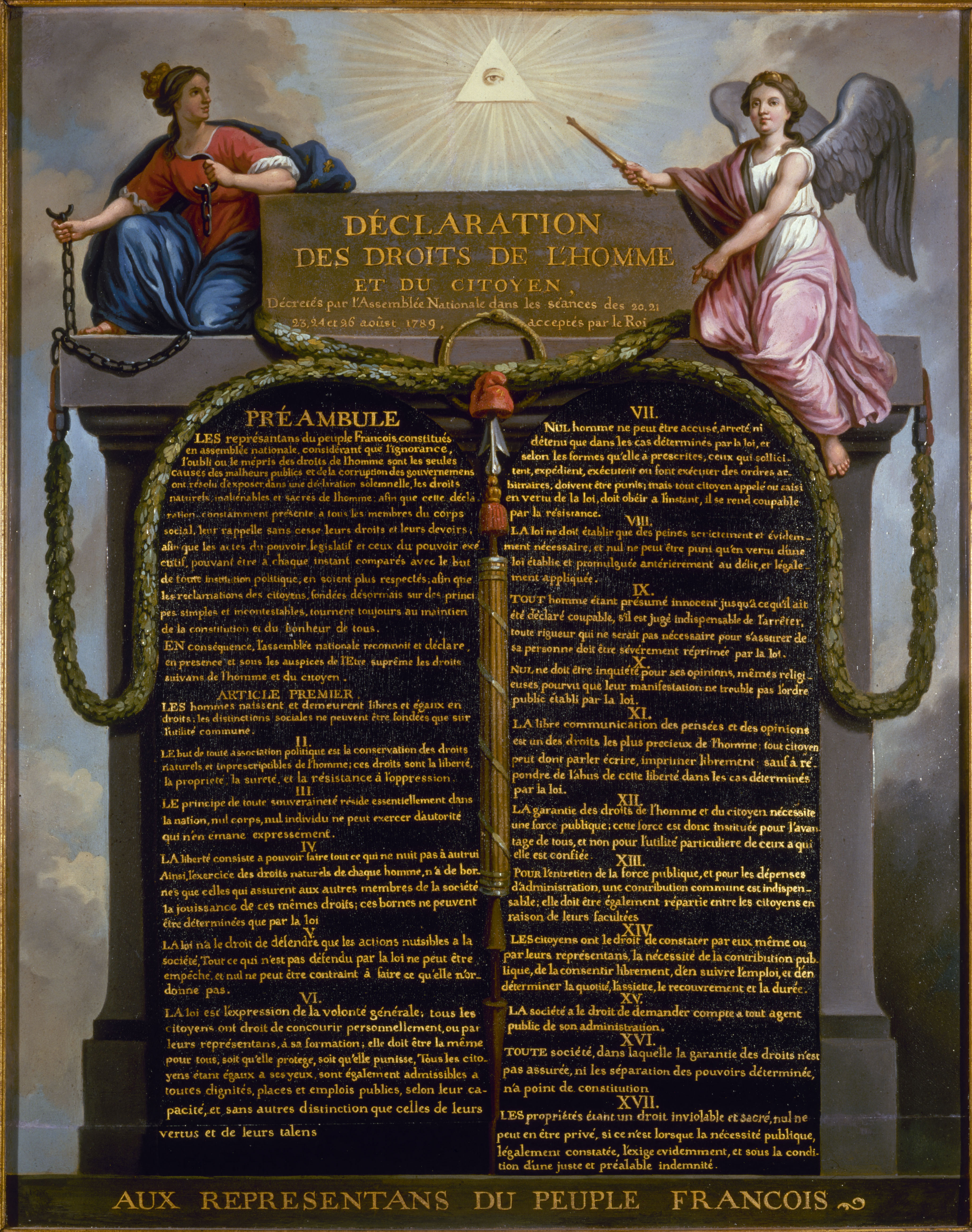
Declaración de los Derechos del Hombre y del Ciudadano de 1789 con el símbolo del "Ojo que todo lo ve".

Las Teorías de la conspiración masónica en la revolución francesa atribuyen a la francmasonería un papel protagonista de mayor importancia en este evento político-social realizado en Francia entre 1789 a 1799.

## Orígenes

Logias Masónicas en Francia, 1789

## Orígenes (sigloXVIII)

### Precursores
Esta teoría tiene varias orígenes.
El conde François-Henri de Virieu (1754-1793), francmasón de una logíca martinista de Lyon, después de participar al convento de Wilhelmsbad (1782), representando el duque d’Havré-Croy, denunció una conspiración a punto de estallar de tal forma que "ni la monarquía ni la Iglesia podrán sobrevivir".
En 1786, Ernst August von Göchhausen en su libro "Revelaciones sobre el sistema político cosmopolita", denunció una conspiración masónica-Iluminados de Baviera-jesuita y predijo "inevitables revoluciones mundiales" tres años antes de la revolución francesa.
En 1789, Jean-Pierre-Louis de Luchet, marquès de la Roche du Maine, publicó su ensayo Essai sur la Secte des Illuminés donde denuncia los dirigentes de los Illuminados de Baviera controlando el espacio masónico europeo y francés.
En 1790, el abad Antoine Estève Baissie denuncía una conspiración masónica detrás de la revolución en uno de sus ensayos. En 1791, Jacques-François Lefranc también compartió esa opinión en un libro. Con estas dos tesis, se ponen las bases de la tesis de la conspiración masónica revolucionaria directa y consciente organizada por las logías.
En 1791, el ensayista Antoine de Rivarol publica Histoire de la révolution. También en 1791, Christian Heinrich Kurt von Haugwitz, siendo el mismo franc-masón, retoma la tesis en su libro Hirten-Brief an die wahren und ächten Freymäurer alten Systems, denunciando también el marcinismo en las logías.
En 1793, el sacerdote jesuita francés Pierre-Joseph de Clorivière publica Les doctrines de la Déclaration des droits de l'homme proclamando la misma opinión.
En 1797, un libro, Les véritables auteurs de la Révolution de France de 1789, publicado bajo el seudónimo de Jourde, y atribuido a Nicolas Sourdat, accusa a los masones de haber desarrollado la revolución. Habrían procurado dinero y propaganda a los revolucionarios. El escritor y ensayista Charles Louis Cadet de Gassicourt explicó la acción subterránea de las sociedades secretas en la revolución francesa también en 1797.

### Teóricos más conocidos

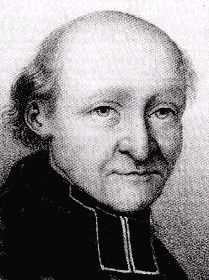
Augustin Barruel.

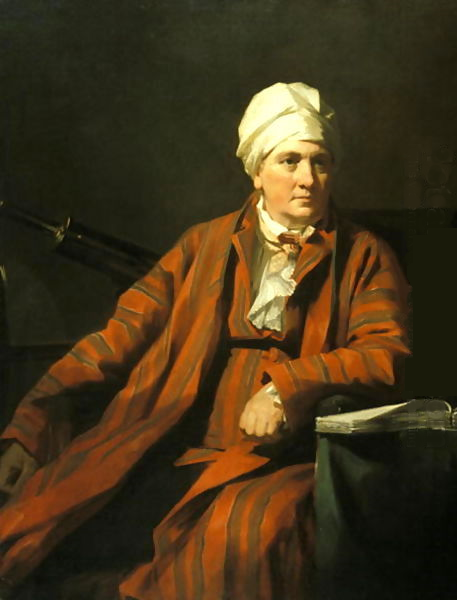
John Robison

En 1797, el sacerdote jesuita francés Augustin Barruel, en su libro Memoria para servir a la historia del Jacobinismo, (su socio literario era Jacques-François Lefranc) y el erudito masón escocés John Robison (1797 también) intentaron demostrar, independientemente el uno del otro, que muy por encima de factores tales como la constante represión del Tercer Estado, de las sucesivas hambrunas y del mal manejo de la crisis que hizo Luis XVI, el factor predominante que habría desatado la revolución sería una preparación metódica del proceso revolucionario, cuyo plan fue trazado detalladamente años antes de su estallido, ya que para que se produzca tal proceso, serían requeridas principalmente dos cosas:
- Un clima cultural e intelectual apropiado que alimente las fuerzas potenciales. Como una situación de grave alteración generalizada que obligue a la población a exigir un cambio. El clima que se necesitaba para la Revolución francesa se generó en los años del enciclopedismo y la Ilustración, el cual era un movimiento de pensamiento iluminista.
- Un grupo dirigente y de agitadores, que se encargue de organizar y movilizar a las masas para cumplir los objetivos deseados (Presuntamente la masonería).

## Argumentos

La personificación de la Libertad de Delacroix: La Libertad guiando al pueblo usando el gorro frigio.

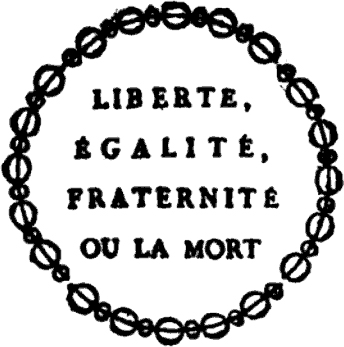
¡Libertad, igualdad, fraternidad o la muerte! (1793). Es también la divisa de la Gran Logia de Francia.

La mayoría de los ideólogos, directores y dirigentes políticos de la Revolución francesa, habrían sido francmasones: desde los teóricos propagandistas como Montesquieu, Rousseau, D'Alambert, Voltaire y Condorcet, hasta los activistas más prominentes de la Revolución, del Terror, el Directorio y el bonapartismo como el conde de Mirabeau, quien introdujo la Orden en Francia y los revolucionarios Saint-Just, Camille Desmoulins, Danton, Hébert, Jean Paul Marat, Robespierre, Felipe de Orleans, Fouché, Emmanuel-Joseph Sieyès, François Babeuf (líder de la llamada Conspiración de los Iguales y considerado como uno de los primeros teóricos del comunismo así como un pre-anarquista), Rouget de L'Isle (compositor de La Marsellesa), Lafayette (creador de la escarapela tricolor), y hasta el mismo Napoleón. El famoso Conde de Cagliostro, que participó en las tramas del proceso revolucionario francés, creó la masonería egipcia y también recibió la iniciación en las logias de Weishaupt. Por otro lado, el hecho de que el grito de Libertad Igualdad y Fraternidad haya sido el lema de la Revolución francesa así como también la divisa de la francmasonería (Gran Logia de Francia), confirma que en realidad, incluyendo o no a los Iluminados de Baviera, fueron los francmasones del siglo XVIII quienes desarrollaron la revolución. También el icono masónico del gorro frigio, que iniciática y simbólicamente representa un tocado más elevado que el de una corona, ocupa un lugar importante en la parafernalia de la Revolución francesa, tal y como se lo muestra en la obra de Eugène Delacroix, La libertad guiando al pueblo.
Por su parte, el historiador masón Louis Blanc señaló que la mayoría de los revolucionarios eran masones, nombrando en la logia "des neufs soeurs" Dominique Joseph Garat, Jacques Pierre Brissot, Bailly, Nicolas de Condorcet, Camille Desmoulins, Nicolas Chamfort, Danton, Christophe Antoine Gerle dicho Dom Gerle, Jean-Paul Rabaut de Saint-Étienne, Alexandre Pétion, y en la logia "de la Bouche-de-Fer": Claude Fauchet, Guillaume François Charles Goupil de Préfelne y Nicolas de Bonneville.
André Baron denunció la mano directa de la logia masónica "Les Amis Réunis" sobre los crímenes del Reinado del Terror nombrando ante los masones Jean-Louis Carra, François Babeuf y Robespierre y con el autor Jean-Emmanuel Le Coulteux de Canteleu citó Jacques-René Hébert, Jean Paul Marat, Joseph Le Bon, Saint-Just.
Augustin Barruel señala que los verdugos que asesinaban prisioneros durante el Reinado del Terror practicaban el saludo masónico entre ellos.

## ¿Participación o dirección de los Iluminados de Baviera?

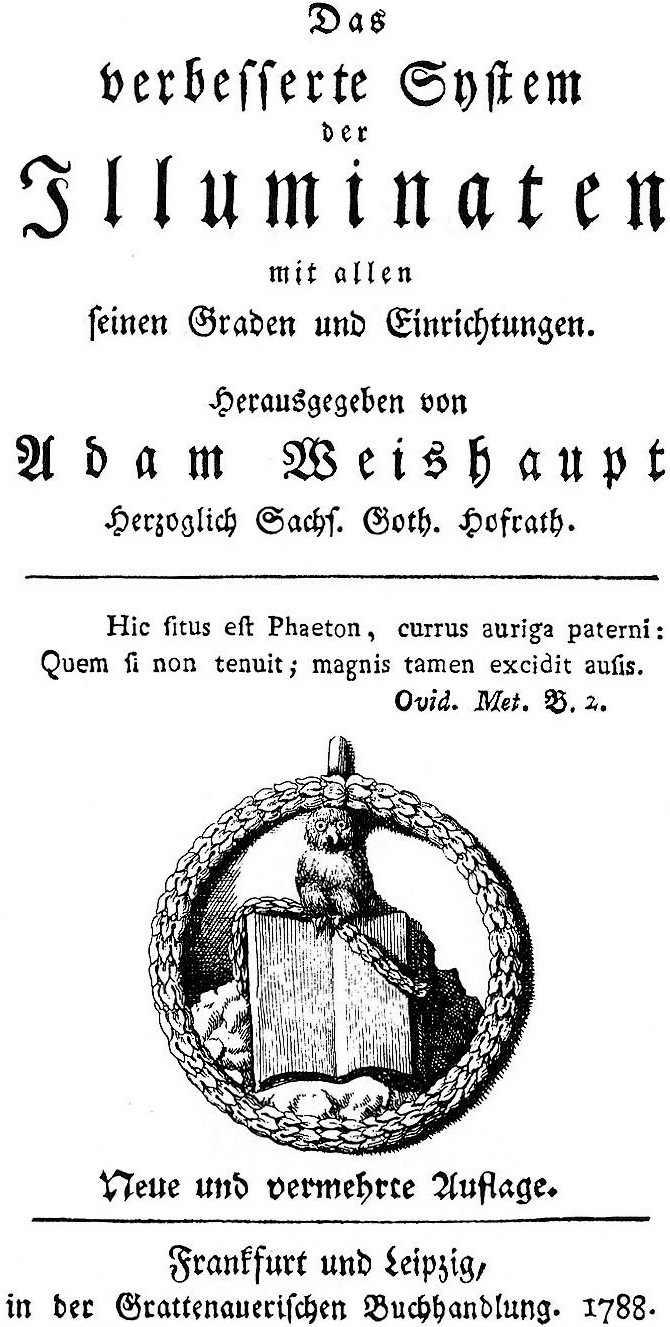
Símbolo de los Illuminados de Baviera

Existió en Francia, poco antes de la Revolución francesa, una logia de francmasones, la cual se hizo llamar de manera muy similar a la orden de los Iluminados de Baviera de Adam Weishaupt, "Les illuminés". Ya que este grupo era pequeño y menos influyente, molestó tan poco como el hecho, de que los illuminés franceses eran adeptos a una tendencia mística y a la iluminación radical de Adolph Von Knigge, lo cual Weishaupt no tenía en mente.
En febrero de 1787, se llevó a cabo en Francia la Asamblea de los Notables, convocada por Charles Alexandre de Calonne.
La logia "Philalèthes", fundada por el guardián general del tesoro real, Savalette de Langes, se constituyó en 1787 en una logia gemela secreta deseando luchar contra la monarquía. Esta logia era la gemela de la logia "Amis réunis", que reunía altos cargos de la monarquía. Esta logia gemela, en su segundo convento, recibió como invitado a Johann Joachim Christoph Bode, miembro de los Illuminados, donde leo un ensayo suyo. Fue decidido la creacíon de otra logia secreta, los "Philadelphes", activa en el processo revolucionarío.
La logia "Philalèthes", también recibió al barón William von den Busche, otro alto cargo de los Illuminados. Esas dos visitas se produjeron entre 1788 y 1789.

## Teóricos posteriores

### SigloXIX

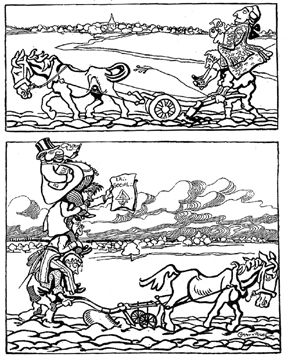
La Revolución francesa: antes y después, sátira del dibujante francés Caran d'Ache, 1898. Aunque el Antiguo Régimen tampoco aparece como idílico, se muestra la situación contemporánea como un aumento de la opresión, que las mejoras técnicas (obsérvese la vertedera del arado) no alivia, y a la que contribuyen el capitalismo financiero (el banquero con su sombrero de copa y su cartera), el masón (con su escuadra y plomada) y el judío (con su nariz curva).

En 1800, el ensayista Lievin-Bonaventure Proyart publicó Louis XVI Détrôné Avant D'Etre Roi, Ou Tableau Des Causes Nécessitantes De La Révolution Françoise Et De L'Ebranlement De Tous Les Trônes.
En 1803, el ensayista Johann August von Starck publica el libro Der Triumph der Philosophie im achtzehnten Jahrhunderte retomando la tesis de Augustin Barruel.
En 1807, Lorenzo Hervás y Panduro en su Causas de la revolución de Francia señala como causas de la revolución la masonería, el jansenismo, el calvinismo y la filosofía moderna.
En 1820, un ensayo escrito por Thomas de Frondeville, fran-masón de la logia y capítulo "Raoul" en Pavilly, fue publicado después de su muerte (1816), accusando la masonería de conspiración antimonarquista.
En 1863, el ensayista Jean-Emmanuel Le Coulteux de Canteleu publica Les sectes et les sociétés secrètes
En 1872, el ensayista masón Albert Pike, en su libro Morals and Dogma of the Ancient and Accepted Scottish Rite of Freemasonry, en el capítulo dedicado al grado 30°, retoma la tesis de que la francmasonería habría inspirado y organizado secretamente la Revolución francesa.
En 1872, el ensayista François-Xavier Gautrelet en su libro La Franc-maçonnerie et la révolution, señala la influencia de la masonería en la revolución francesa contra la religión católica.
En 1873, el ensayista Alexandre de Saint-Albin publica el libro Documents relatifs à la révolution française: Lazare Hoche. Championet. Kléber. Malet. Danton. Du Gommier. Le IX. Thermidor.
En 1877, el ensayista Jean-Joseph Gaume acusó la masonería de conspiración en la Revolución francesa.
En 1878, el historiador masón Louis Blanc publica Histoire de la Révolution
En 1880, el ensayista Nicolas Deschamps con el ensayista Claudio Jannet publicaron Les Sociétés secrètes et la société ou philosophie de l'histoire contemporaine Según Nicolas Deschamps, el rey Luis XVI de Francia fue condenado a muerte en un convento masónico antes de ser condenado por la Asamblea Nacional de Francia.
En 1884, el ensayista Claudio Jannet publicó otro libro con Louis d'Estampes La franc-maçonnerie et la révolution sobre el tema.
En 1884, el historiador Alfred François Nettement publica Nouvelle histoire de la révolution de 1789
En 1885, el ensayista George Dillon en un libro retoma la tesis con dirección de los Illuminados de Baviera.
En 1897, el ensayista Jean Anselme Tilloy señala la revolución francesa como una conspiración de los masones, los illuminatis y de las elites judías. Señaló una colusión entre Mirabeau, Moses Mendelssohn y los Iluminados de Baviera en Berlín antes de la revolución.
Jean Guillaume Gyr acusó la masonería de conspiración en la Revolución francesa.

### SigloXX

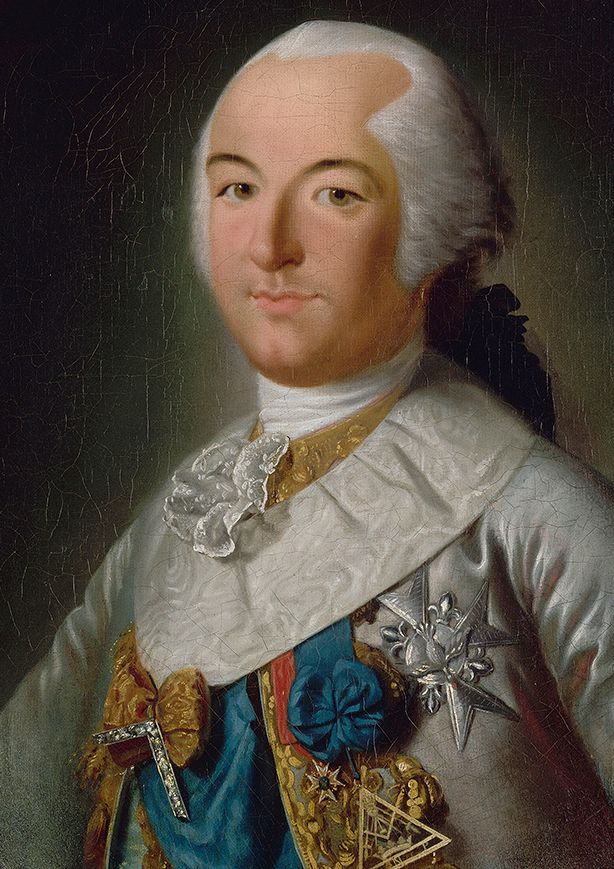
Luis Felipe II de Orleans, gran maestro del Gran Oriente de Francia

Al comienzo del siglo XX, los libros del historiador Augustin Cochin, escritos desde un punto de vista sociológico, señalaron a la masonería como una de las principales fuerzas de instigación de la revolución. El historiador Philippe Sagnac, opina que la masonería, hija de la filosofía francesa, preparó la revolución preparando las mentes a reformas que hubieran podido hacerse de manera pacífica.
En 1904, el periodista Maurice Talmeyr publica La Franc-maçonnerie et la Révolution française. Comment on fabrique l'opinion.
En 1904, 1906 y 1910, André Baron publica 3 libros sobre el tema: La Franc-Maçonnerie et la Terreur, Les Sociétés Secrètes, leur crime depuis les initiés d'Isis jusqu'aux Francs-Maçons modernes y Marie-Antoinette et le complot maçonnique.
En 1905, el ensayista François Bournand, en su libro Histoire De La Franc-Maconnerie Des Origines A La Fin De La Revolution Francaise, opina que la revolución nació de la masonería.
En 1908, el ensayista Ernest Nys sostiene en su libro que sin la masonería, la revolución no hubiera podido tener éxito.
En 1909, el historiador Gustave Bord publica La conspiration révolutionnaire de 1789. Sostiene que masonería fue la coordinadora de la revolución.
En 1919, la historiadora inglesa y teórica de conspiraciones de los años veinte Nesta Webster publicó su libro The French Revolution: A Study in Democracy sobre el tema.
En 1923, el historiador Henri Pouget de Saint-André publica Les auteurs cachés de la Révolution française. Atribuye la revolución a la estricta observancia templaria.
En 1926, el historiador masón Gaston Martin publicó La Franc-Maçonnerie française et la préparation de la Révolution, p. 285, donde niega una dirección masónica de la revolución pero accepta la idea de un nivel de influencia importante sobre ella en la difusión de ideas revolucionarias.
En 1928, el ensayista Léon de Poncins publica el libro Les Forces secrètes De La Révolution.
En 1933, Daniel Mornet, en Les Origines intellectuelles de la Révolution française se opone a la tesis de la conspiración pero reconoce una influencía masónica en la difusión de ideas revolucionarias.
En 1935, el historiador Bernard Faÿ en su libro sostiene que la masonería desarrolló una influencia revolucionaría consciente antes de la revolución.
En 1936, el ensayista Georges de Froidcourt reconoce a la masonería una influencia revolucionaría consciente antes de la revolución.
En 1938, el ensayista Paul Le Cour defiende la tesis en su revista Atlantis.
En 1996, el ensayista Dominique Setzepfandt señaló al caso Réveillon, que estalló el 27 de abril de 1789 en una calle de París, 8 días antes de los Estados Generales de Francia, como un atentado revolucionario cometido por los hombres del duque Louis Philippe d'Orléans (1747-1793), gran maestro del Gran Oriente de Francia. Robos e incendios fueron las consecuencias, y el día después, la tropa disparó sobre el pueblo, aumentando el odio popular hacia la monarquía.

### SigloXXI
En 2007, el ensayista Philippe Ploncard d'Assac, en Le Complot Mondialiste defiende la tesis.

## Oponentes a la tesis
En 1801, el ensayista Jean-Joseph Mounier, en su libro De l'Influence attribuee aux philosophes, aux francs-masons et aux illumines sur la revolution de la France se opone a la tesis.
En 1885, el historiador Alfred Rambaud en su Histoire de la civilisation française se opone a la tesis, declarando que las logías prohibían hacer política, no tienían programa revolucionario y aún menos dirección o creencia común.
En 1901, el historiador Ernest Lavisse en su Histoire de France depuis les origines jusqu’à la Révolution explica que las logías no se oponían a las potencias políticas de su tiempo.
En 1905, el historiador Albert Sorel en su libro L'Europe Et La Revolution Francaise opina que la acción de las logías tuvo muy poca influencia en la revolución.
En 1938, el ensayista Francis Delbeke en su libro niega una dirección masónica de la revolución y un nivel de influencia sobre ella en la difusión de ideas revolucionarias.
En 1955, el ensayista Roger Priouret en su libro se opone a la tesis.

## En la literatura
- Victor Goedor, Un Prince F. M.: le Duc d'Orléans, Ed. de France, novela, 1941.